# Restaurační předzahrádka

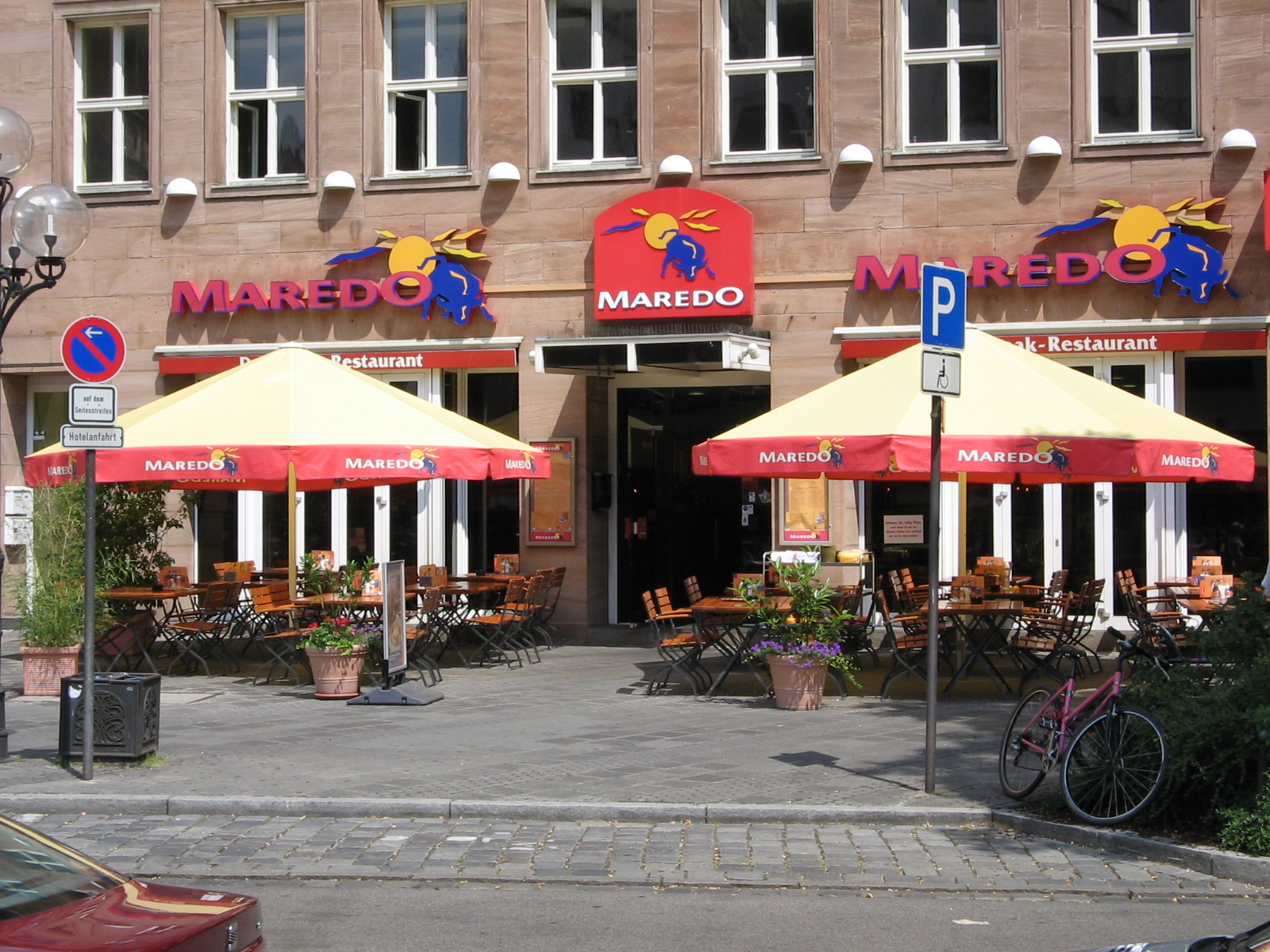
Restaurační předzahrádka v jižanském stylu

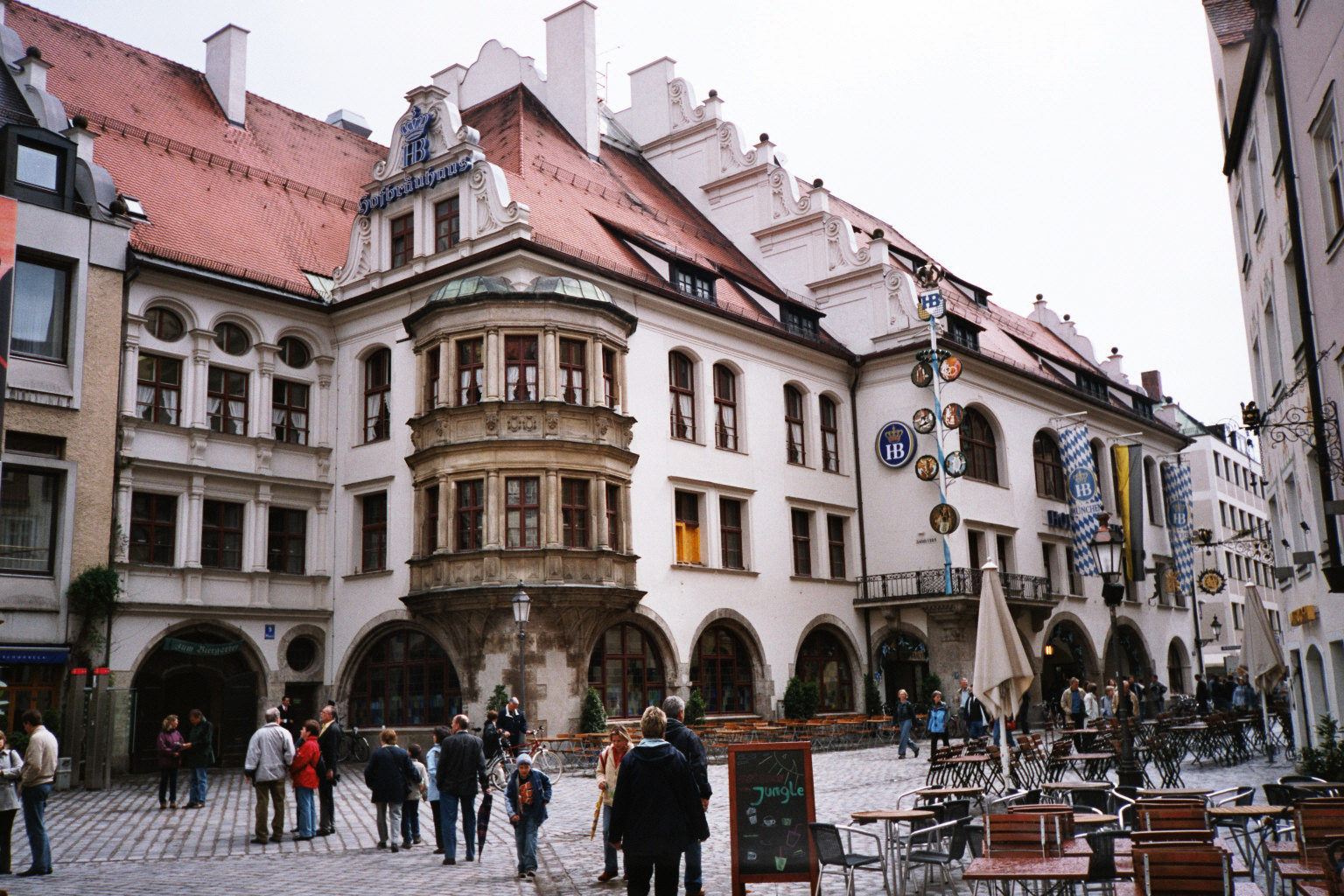
Mnichovská pivnice

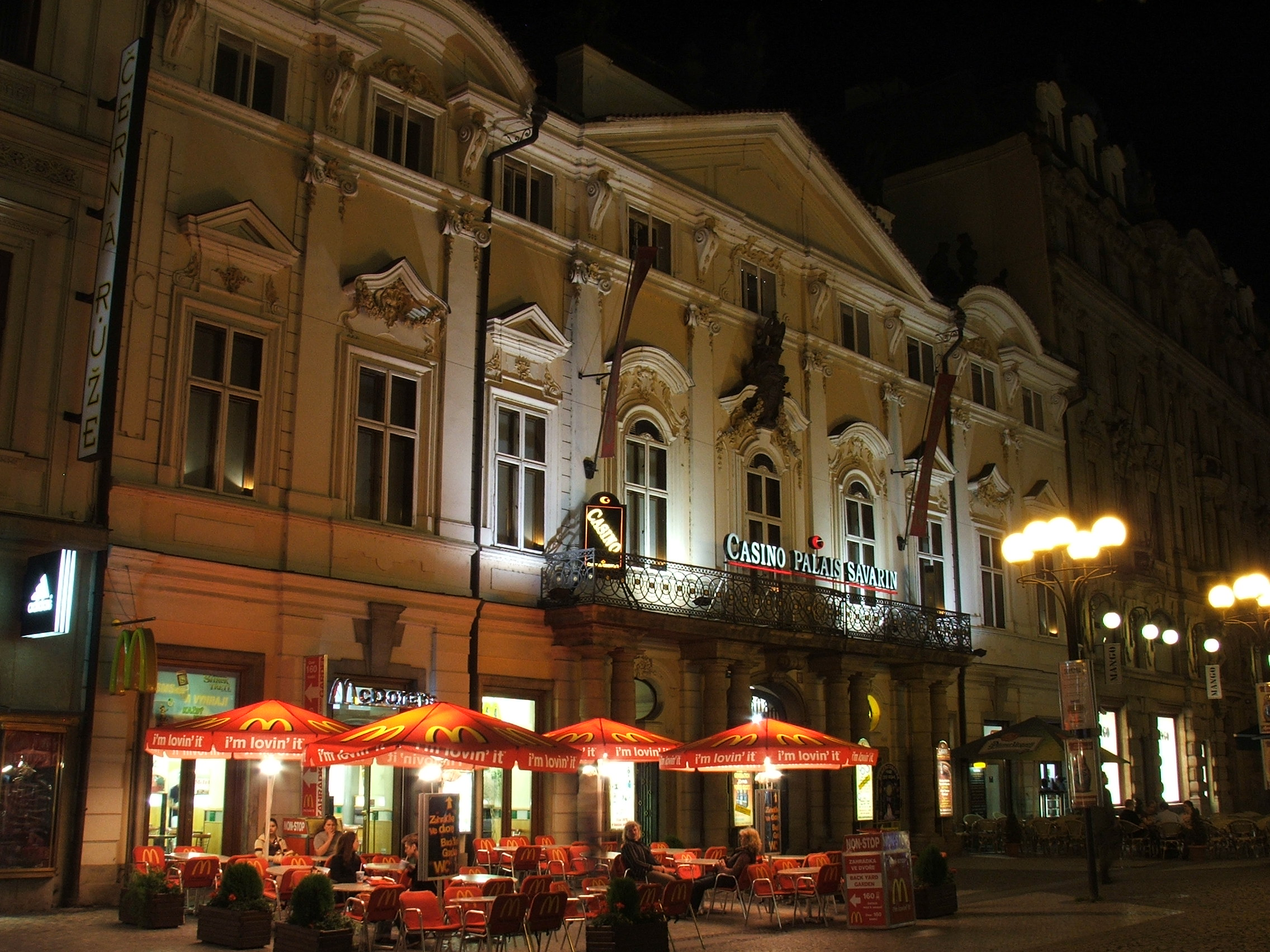
Předzahrádka za nočního osvětlení Praha

Restaurační předzahrádka je vymezená část veřejného prostoru, přechodně přizpůsobená k poskytování pohostinských služeb.

## Technické provedení předzahrádky
Restaurační předzahrádka je zařízení zřizované na přechodnou dobu. Jde v podstatě o dočasnou stavbu na cizím pozemku. Zcela odlišným typem zařízení je zahradní restaurace. Zahradní restaurace je zařízení trvalého charakteru, i když zpravidla využívané jen po část roku. Předzahrádka je umístěna na chodníku, pěší zóně, části ulice nebo náměstí vždy v přímé funkční návaznosti na stacionární pohostinské zařízení. Pravidla pro zřizování restauračních předzahrádek stanovují jednotlivé obce nejčastěji v dokumentu nazvaném "Tržní řád" a řídí se přitom Stavebním zákonem (zákon č. 183/2006 Sb. ve znění pozdějších předpisů) a Zákonem o pozemních komunikacích (č.13/1997 Sb.). Obsluha i hosté předzahrádky využívají zázemí stacionární restaurace. Typicky využívají sociální zařízení. Kuchyně i výčep stacionární restaurace zásobují i hosty předzahrádky. Z restaurace je také zřízen přívod elektrické energie pro osvětlení a vytápění předzahrádky, případně pro provoz chladicích boxů. V jednodušší verzi předzahrádky jsou stoly a židle nebo lavice rozestaveny přímo na ploše před restaurací. Taková předzahrádka se každý den znovu staví a bourá. Materiál pro zřízení předzahrádky je uložen v restauraci. Komfortnější předzahrádky využívají plošinu, sestavenou z dřevěných panelů na vyhrazené ploše. Dřevěné panely zajišťují rovnou podlahu na celé používané ploše. Tento typ předzahrádek bývá ohrazen souvislým zábradlím. Vstup je umožněn pouze přes restauraci nebo vchodem kontrolovaným obsluhujícím personálem. Komfortní předzahrádky jsou často vybaveny slunečníky, osvětlením a dokonce sálavými topnými tělesy. Topidla jsou plynová (na propan-butan) nebo elektrická. Většina vybavení předzahrádky zůstává na místě i v případě nepříznivého počasí a mimo provozní hodiny.

## Organizace provozu předzahrádky
Většina předzahrádek je provozována podle jednoho z těchto základních konceptů:
- V předzahrádce se neobsluhuje - Nápoje i jídlo si hosté zakoupí a zaplatí v restauraci a předzahrádka jim poskytuje jen pohodlné místo ke konzumaci
- V předzahrádce se obsluhuje - obsluha je obdobná jako ve vnitřních prostorách restaurace. Hosté platí za jídlo i nápoje až před odchodem, po konzumaci. V takových zařízeních je personál trvale přítomen.
- V předzahrádce se obsluhuje, ale platí se ihned po zakoupení nápoje či jídla.

## Odvozené typy pohostinských zařízení
Obsluhu formou předzahrádky neposkytují jen univerzálně zaměřené restaurační podniky, ale i podniky specializované, jako jsou vinárny, cukrárny nebo pizzerie. Jako předzahrádka se neoznačují zařízení, která neumožňují hostům sezení. To jsou stolky pro konzumaci vestoje před různými stánky a kiosky. Stejně tak se většinou předzahrádkou nenazývají různé terasy, venkovní posezení navazující na restauraci ve výšce, typicky na střeše nějakého nákupního střediska.